# Audrey Dana
Audrey Dana (Rueil-Malmaison, 21 settembre 1977) è un'attrice, sceneggiatrice e regista francese.

## Biografia
Di origine ebraica da parte paterna, dopo aver studiato teatro a Orléans e a Parigi e aver trascorso due anni a New York, è rientrata in Francia, recitando in varie piéce teatrali, in particolare in Nos amis, les humains di Bernard Werber.
È stata poi scritturata nel cast degli adattamenti cinematografici di Nos amis les Terriens e Roman de gare di Claude Lelouch. Per quest'ultimo ruolo ha ricevuto, nel 2008, la candidatura al Premio César come migliore promessa femminile (meilleur espoir féminin) e ha vinto il Premio Romy Schneider.
Nel 2014 ha esordito alla regia con il film 11 donne a Parigi film corale che non ha convinto la critica ma che è stato molto apprezzato dal pubblico.

## Vita privata
Madre di due figli, è stata sposata con il regista francese Mabrouk El Mechri.

## Filmografia

### Attrice
- Nos amis les Terriens, regia di Bernard Werber (2007)
- Roman de gare, regia di Claude Lelouch (2007)
- Chacun son cinéma - cortometraggio di Claude Lelouch (2007)
- Ce soir je dors chez toi, regia di Olivier Baroux (2007)
- Second souffle, cortometraggio di Varante Soudjian (2008)
- 5 à 7 - cortometraggio (2008)
- Ah! la libido, regia di Michèle Rosier (2009)
- Welcome, regia di Philippe Lioret (2009)
- La différence, c'est que c'est pas pareil, regia di Pascal Laëthier (2009)
- Troppo amici (Tellement proches), regia di Olivier Nakache e Éric Toledano (2009)
- Nous trois, regia di Renaud Bertrand (2010)
- 600 kilos d'or pur, regia di Éric Besnard (2010)
- Le Bruit des glaçons, regia di Bertrand Blier (2010)
- Ces amours-là, regia di Claude Lelouch (2010)
- Torpedo, regia di Matthieu Donck (2012)
- Le secret de l'enfant fourmi, regia di Christine François (2012)
- Les jeux des nuages et de la pluie, regia di Benjamin de Lajarte (2012)
- 11 donne a Parigi (Sous les jupes des filles), regia di Audrey Dana (2014)
- Qualcosa di troppo (Si j'étais un homme), regia di Audrey Dana (2017)
- Quello che so di lei (Sage Femme), regia di Martin Provost (2017)
- Dr. Knock (Knock), regia di Lorraine Lévy (2017)
- Il giustiziere (Le Voyageur) – serie TV, episodio 1x01 (2019)
- L'accusa (Les Choses humaines), regia di Yvan Attal (2021)

### Televisione
- Zorro – serie TV, (2024)

### Regista e sceneggiatrice
- 11 donne a Parigi (Sous les jupes des filles) (2014)
- Qualcosa di troppo (Si j'étais un homme) (2017)

## Doppiatrici italiane
Nelle versioni in italiano delle sue opere, Audrey Dana è stata doppiata da:
- Francesca Fiorentini in Troppo amici, 11 donne a Parigi, Zorro
- Emanuela Damasio in Quello che so di lei, L'accusa
- Sabrina Duranti in Welcome
- Daniela Calò ne Il giustiziere